# لويس أنطونيو تاجلي
لويس أنطونيو تاجلي (Luis Antonio Tagle مواليد 21 يونيو 1957) هو كاهن كاثوليكي فلبيني، أصبح كاردينال في عام 2012.
يُعد أحد الشخصيات الأكثر نفوذاً في الكنيسة الكاثوليكية العالمية. شغل منصب رئيس أساقفة مانيلا، ثم تولى رئاسة مجمع تبشير الشعوب في الفاتيكان.
ويُعتبر من المقربين للبابا فرنسيس ومرشحاً بارزاً لخلافته، خاصة مع سمعته كوجه تقدمي ومنفتح في الكنيسة.